# 品藻
品藻（学名：Lemna trisulca），为天南星科浮萍属下的一个植物种。生长于较寒冷而平静的淡水中，与其它浮萍属物种不同，品藻并非漂浮于水面上，而是半潜于水面下。

## 分布

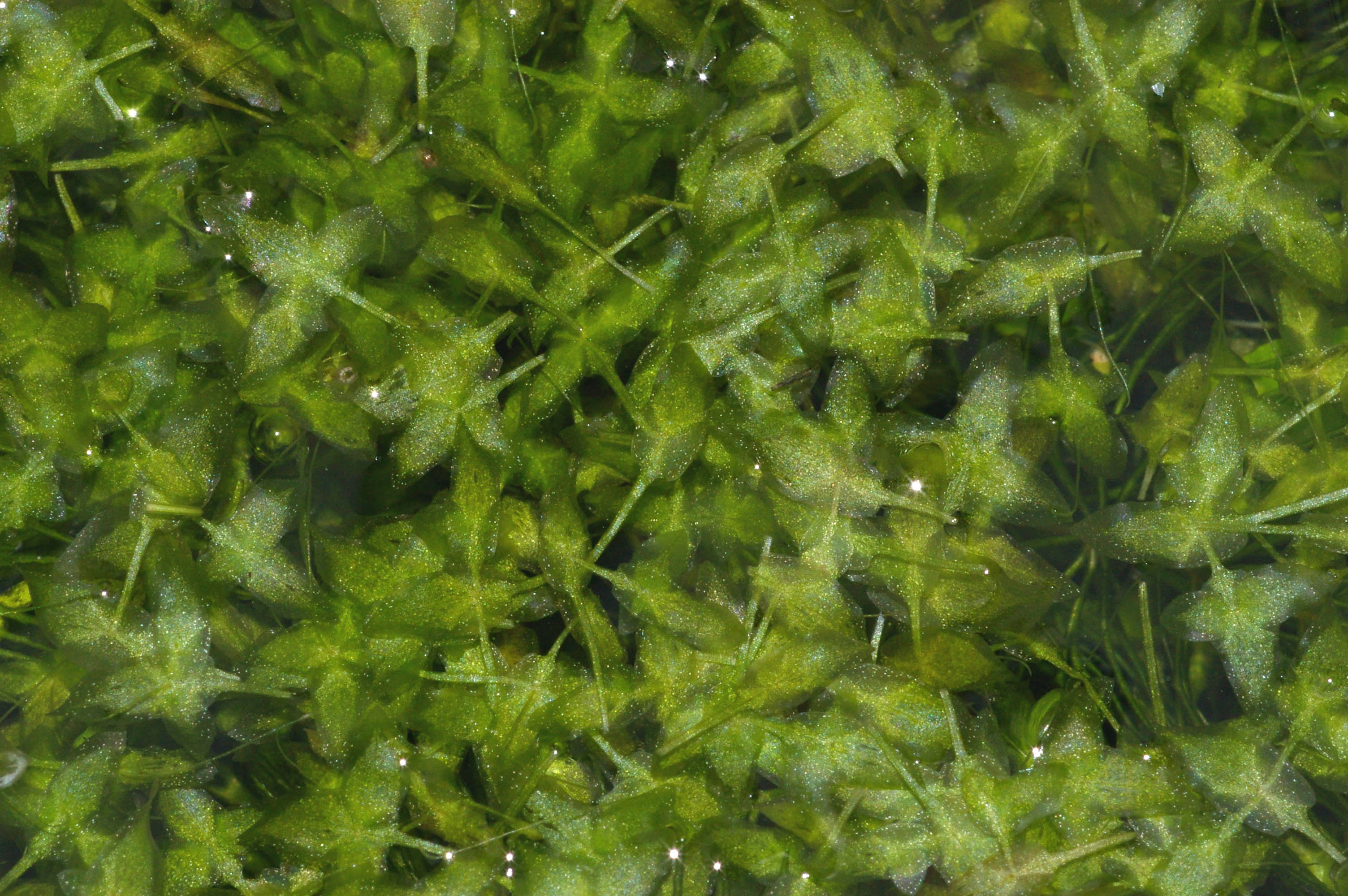
半沉于池塘水面下的品藻

本种广泛分布世界各地较低温的区域，包括亚洲（华东、华南、内蒙古、新疆、台湾、日本列岛、中印半岛、马来半岛、马来群岛、孟加拉、印度东部及北部）、大洋洲、欧洲、东非、南美洲及北美洲等地。